# Oulimnius nitidulus
Oulimnius nitidulus är en skalbaggsart som först beskrevs av Leconte 1866.  Oulimnius nitidulus ingår i släktet Oulimnius och familjen bäckbaggar. Inga underarter finns listade i Catalogue of Life.